# La Tourette-Cabardès
La Tourette-Cabardès (okzitanisch La Torreta Cabardés) ist eine französische Gemeinde mit 22 Einwohnern (Stand 1. Januar 2022) im Département Aude in der Region Okzitanien. Sie gehört zum Arrondissement Carcassonne und zum Kanton La Vallée de l’Orbiel.

## Nachbargemeinden
Nachbargemeinden von La Tourette-Cabardès sind Miraval-Cabardès im Nordosten, Mas-Cabardès im Südosten, Caudebronde im Südwesten und Fontiers-Cabardès im Nordwesten.

## Bevölkerungsentwicklung
| Jahr      | 1962 | 1968 | 1975 | 1982 | 1990 | 1999 | 2013 |
| Einwohner | 35   | 36   | 26   | 19   | 25   | 32   | 20   |

## Sehenswürdigkeiten
- Kirche Saint-Anne
- Kirche Saint-Pierre-de-Vals
- Kapelle Saint-Pierre (15. Jahrhundert)